# Nouvelle Résistance
 (janvier 2014).
 (avril 2017).
Si vous disposez d'ouvrages ou d'articles de référence ou si vous connaissez des sites web de qualité traitant du thème abordé ici, merci de compléter l'article en donnant les références utiles à sa vérifiabilité et en les liant à la section « Notes et références ».
Nouvelle Résistance était un mouvement politique français fondé en août 1991 qui se situait, idéologiquement parlant, dans une optique tercériste, nationaliste révolutionnaire et nationale-européenne. Le mouvement a succédé directement à Troisième voie (1985-1992), tout en affirmant reprendre l'héritage du mouvement transnational Jeune Europe (1962-1969).

## Historique

### Origine et organisation
En 1991, le mouvement Troisième Voie implose lorsque son dirigeant Jean-Gilles Malliarakis choisit de rejoindre le Front national. Les opposants à cette ligne, majoritaires et menés par le secrétaire général de Troisième Voie Christian Bouchet, fondent alors Nouvelle Résistance,.
Alors que Troisième voie se référait parfois à des penseurs chrétiens comme La Tour du Pin, Nouvelle Résistance professe un antichristianisme radical et revendique l'abandon du nationalisme français, lui préférant un nationalisme européen et ethnique. Le mouvement s'attaque également de manière virulente au Front national, prônant à la place un « Front uni anti-système » et se référant au national-bolchévisme (sous-courant du nationalisme-révolutionnaire selon Nicolas Lebourg, davantage une posture qu'une idéologie) pour s'en démarquer. En ce sens, Nouvelle résistance adopte l'étoile à cinq branches comme logo, symbole introduit en Europe par les Brigades rouges.
Le mouvement conçoit le nationalisme-révolutionnaire comme une agglomération de réseaux, qu'ils soient régionalistes, religieux, écologistes ou musicaux, infusant la société. Nouvelle résistance s'inspire des écrits de Robert Steuckers, Ernst Niekisch, Jean Thiriart, Henning Eichberg et François Duprat.  Le groupe s'identifie également à Staline car son régime aurait été « anticapitaliste, anti-individualiste, antisioniste, communautariste, tout en respectant la famille et l'ordre » ce qui ferait finalement de lui un « combattant antimarxiste ». 
Les effectifs du groupe ne dépassent pas la centaine de militants, et celui-ci édite un journal, Lutte du peuple, jusqu'à sa disparition en 1996. Le nom de la revue est une référence à l' Organisation lutte du peuple (OLP), mouvement nationaliste-révolutionnaire (se revendiquant nazi-maoïste) issu d'une scission du mouvement Ordre nouveau, auquel avait appartenu Christian Bouchet dans les années 70,. 
Il est membre du Front européen de libération, aux côtés de Third way, Alternativa europea, Sozialrevolutionäre Arbeiterfront, et Przclom Narodowy. 

### Actions et prises de position
Le groupe s'attaque à ce qu'il qualifie de « nouvel ordre mondial américano-sioniste » et dénonce « l'occupation américaine » qui aurait pris la suite de l'occupation allemande en 1944, ainsi que le libéralisme économique qui l'accompagnerait,. En conséquences, ils soutiennent successivement les Talibans en Afghanistan, Cuba, la Corée du Nord, l'Iran, l'Irak, la Libye et entretiennent des relations avec les nationaux-soviétiques en Russie.
Nouvelle résistance s'inspire des méthodes de l'extrême gauche dont elle tire son nom (Nouvelle résistance populaire était la structure militaire de la Gauche prolétarienne) et reprend la stratégie des secteurs périphériques de la Ligue communiste révolutionnaire en créant de multiples organisations parallèles tels que des comités anti-McDo ou Résistance Ouvrière. De plus, le groupe ne nie pas l'existence des classes sociales ou de la lutte des classes, comme le faisait la majorité de l'extrême droite à l'époque, mais s'appuie sur ces notions pour construire son discours. 
Le groupe ne fait aucunement référence à l'Etat-nation dans ses textes et privilégie un nationalisme européen composé d'ethnies régionales : « [La patrie] de la tête, c’est la Grande Europe, I’Empire Eurasiatique de Galway à Vladivostok, la nation impérative, la nation à construire. Celles du cœur ce sont nos patries charnelles, nos régions, notre Flandre, notre Bretagne, notre Corse, etc. ». Il s'oppose en cela à un autre représentant du national-bolchevisme de l'époque, le Parti communautaire national-européen, pour qui seule l'Europe unitaire doit exister.
A ses débuts, le mouvement tente de recruter les déçus de Lutte Ouvrière et du PCF mais cette stratégie échoue, l'amenant à se revendiquer clairement comme héritier du fascisme. 
Plusieurs militants de Nouvelle résistance prennent part à la guerre de Croatie aux côtés des Croates, cependant le positionnement de l'organisation évolue avec la menace d'une intervention américaine contre la Serbie en 1993 et NR annonce se ranger aux côtés des Serbes contre les États-Unis pour la suite des guerres de Yougoslavie. 
L'organisation tente de s'implanter dans le milieu de la musique industrielle, notamment au travers de fanzines et de la personne de Jean-Marc Vivenza qui était à la fois cadre de Nouvelle Résistance et figure de ce mouvement musical. 
La maison d’édition de Christian Bouchet, ARS (puis Ars Magna), devient la maison d'édition officielle du mouvement. Elle fera entre autres paraître une Revue d'histoire du nationalisme révolutionnaire.
Pendant les années 90, Nouvelle Résistance infiltre plusieurs de ses militants dans une section jeune des Ecologistes, Ecolo-J, pour y recruter des membres et diffuser ses idées. L'infiltration est repérée en 1992 et une vingtaine de membres sont exclus sur les 300 que possède le groupe écologiste,. Le groupe fonde par la suite des associations écologistes, comme Auto Défense Nature, et accueille d'anciens cadres exclus des Ecologistes comme Jean Brière,. 

### Transformation en Union des cercles résistance, puisUnité radicale
Au fil du temps, la tension s'accroît entre les "progressistes" et les "fascistes" du mouvement, dont le nombre d'adhérent est en chute libre et qui recrute désormais majoritairement chez les néofascistes. Face à cette situation, Christian Bouchet annonce son départ du mouvement prévu pour le 30 novembre 1996. Néanmoins, certains militants n'attendent pas et excluent la direction du groupe pour « collaboration avec la réaction lepéniste »  et dérive fasciste. De plus, ils annoncent la fusion du mouvement avec le Parti communautaire national-européen, qui dépose en préfecture les statuts d'un groupe nommé Nouvelle résistance. L'aile exclue de Nouvelle résistance, soutenant Christian Bouchet, perd alors légalement le contrôle du nom du groupe qui n'était qu'une organisation de fait jusqu'à cette date,. 
Lors de son troisième congrès, tenu à Aix-en-Provence à la Toussaint 1996, Christian Bouchet (revenu sur sa démission) fait adopter une motion signant l'abandon des références à la gauche résumée avec cette formule : « Moins de gauchisme, plus de fascisme ! ». Nouvelle Résistance se transforme en l'Union des cercles résistance en 1997 et prône désormais l'entrisme au sein du Front national pour remédier à la stagnation qu'elle subit,. Selon Christian Bouchet, cette stratégie est « directement inspirée de ce qu’ont fait les trotskistes anglais au sein du Labour ». La position du groupe s'inscrit alors sur trois axes : « Radicale : […] Notre ligne est dure, fasciste, révolutionnaire. Unitaire : [regroupant tous ceux qui] au sein du mouvement national [se disent] NR, NB, RC, radicaux, populiste, gaucho-lepéniste, gauche nationaliste, etc. Transversale : [est conservé la ligne de] l’union de la périphérie contre le centre. ». 
En 1998, l'Union des cercles résistance et son organe de jeunesse, Jeune résistance, s'allient au Groupe union défense pour fonder Unité radicale. 
En janvier 2004, le journal Résistance ! de Christian Bouchet publie les noms de trois anciens membres de Nouvelle Résistance tous membres de l'Union des familles laïques : Nicolas Pomiès (secrétaire national de l'UFAL et militant d'Attac, également ancien membre du Parti communautaire national-européen), Frédéric Van Wierst (secrétaire départemental de l'UFAL), et Philippe Pissier,,. René Monzat, spécialiste de l'extrême droite, parle alors d'un « petit groupe d'anciens militants d'extrême droite [qui a] infiltré l'UFAL et essayé d'infléchir son discours dans un sens nettement antimusulman, identitaire et nationaliste ». En réponse à l'article du Monde sur cette infiltration d'extrême droite dans son organisation, le président de l'UFAL prend la défense de ses cadres en soulignant leur « militantisme antifasciste » tandis que ceux-ci parlent d'une erreur de parcours.

## Jeune Résistance
Ne pas confondre avec le mouvement homonyme Jeune résistance de réfractaires à la guerre d'Algérie.
Nouvelle Résistance possédait un mouvement de jeunesse, Jeune Résistance, disposant d'une revue éponyme.
Lors de l'autodissolution du mouvement en 1996, la structure de jeunesse subsiste. En juin 1998, elle participe avec l'Union des cercles résistance et le Groupe union défense à la création d'Unité radicale. JR soutient l'organisation d'un courant nationaliste révolutionnaire au sein du Front national.
L'association Jeune Résistance publiait la revue éponyme, fondée en 1995 et arrêtée en 2005 pour être remplacée par ID magazine.